# Mi mundial (película)
Mi mundial es una película basada en el libro Mi mundial del autor uruguayo Daniel Baldi. La película, dirigida por Carlos Morelli, fue una coproducción entre Uruguay, Argentina y Brasil con un presupuesto estimado de US$ 800.000. Se estrenó en Uruguay el 22 de junio de 2017.

## Datos generales
Ha sido premiada en el Festival Internacional de Cine en Guadalajara con el premio Secuencia y Estrategia, el de Postproducción de sonido y el de Posproducción de imagen. Además de haberse presentado en el Festival de Cannes donde recibió muy buena crítica
Esta película fue apoyada por la Fundación Celeste, AUF, Organización Nacional de Futbol Infantil (ONFI) y Óscar Washington Tabárez.  Además de ser declarada de interés por la Intendencia de Colonia, el Ministerio de Educación y Cultura y el Ministerio de Turismo de Uruguay.

## Sinopsis
Tito de 13 años es superdotado para el fútbol y su genialidad le trae un contrato que saca a él y a su familia de la pobreza. Brilla con sus goles, pero se transforma en un jugador mezquino, abandona la escuela y no tiene amigos. Tito pasa a ser el sustento de la familia y su padre ya no tiene autoridad para obligarlo a que termine la escuela. Cuando Tito está a un paso de consagrarse, algo inesperado hará que su sueño se rompa. Habiéndolo perdido todo deben volver a su pueblo. Tito deberá enfrentar el desafío más difícil de su vida: levantarse y seguir adelante.

## Reparto
| Actor             | Personaje                |
| ----------------- | ------------------------ |
| Facundo Campelo   | Fernando Torres ("Tito") |
| Candelaria Rienzi | Florencia                |
| Verónica Perrotta | Marisa                   |
| Néstor Guzzini    | Rúben Torres             |
| César Troncoso    | Francisco                |

## Recepción
La película fue vista por 10 000 espectadores en sus primeros 10 días de exhibición, casi tantos como los que tuvieron las dos películas nacionales más vistas de 2016.  Actualmente según la página oficial de Mi Mundial dice que más de 50.000 personas vieron esta película  siendo una de las películas Uruguayas con más éxito.
Sebastián Lasarte opinó:

"El film es inofensivo y quizá descartable si se lo ve desde una posición estricta, sin embargo, hay algo autentico en él. La historia de Fernando combina las posibilidades de un sueño inocente con un sólido golpe de realidad, uno capaz de pulir todas las intenciones de esta adaptación….El reparto está bien formado, especialmente tratándose de una película que incluye muchos personajes jóvenes…maravilloso elenco adulto, encabezado por dos de los mejores actores nacionales, César Troncoso y Nestor Guzzini….Mi Mundial pone en pantalla, encontrando una mezcla adecuada de corazón, disfrute y drama... El film se presenta con la mirada adecuada para conectar con su público. Éste no tendrá inconveniente en estrechar lazos con el relato, siendo tan familiar y ágil."

Gonzalo Hernández Waller dijo del filme:

"Tiene una fotografía simple y cuidada y el sonido, salvo algunos solapamientos en cambios de escena...también es muy bueno. Destacan las secuencias de fútbol. Se nota un trabajo especial para los momentos en los que Tito agarra la pelota y comienza a eludir rivales, que es lo que mejor hace. El seguimiento lateral de los pies de Tito le da mucho dinamismo a las escenas y las cámaras en mano nos ponen junto a él en la cancha y le brindan espectacularidad a las piruetas….Salvo mínimos detalles, las secuencias son muy buenas y la continuidad, difícil en este tipo de construcción, está muy cuidada….Mi Mundial es una historia universal que pone en el tapete las vivencias de muchos niños uruguayos (y probablemente de otros países) que sueñan con ser jugadores profesionales de fútbol y por esto es interesante. Es educativa y emocionante en partes iguales, y la moraleja es simple pero necesaria. Es recomendable para los niños, porque verán una historia divertida y podrán sentirse identificados con alguno de sus personajes... Hay que ir a ver esta película uruguaya porque, más allá de ser uruguaya, es una gran película."